# NStB – Kulm und Bilin
Die NStB – Kulm und Bilin waren Dampflokomotiven der k.k. Nördlichen Staatsbahn (NStB) Österreich-Ungarns.
Die beiden Lokomotiven wurden von Kessler in Karlsruhe 1850 geliefert.
Sie bekamen die Namen KULM und BILIN sowie die Betriebsnummern 97–98.
Als 1855 die NStB an die Staats-Eisenbahn-Gesellschaft (StEG) verkauft wurde, erhielten die Maschinen zunächst die Betriebsnummern 348–349.
Ab 1873 bekamen die Maschinen die Reihenbezeichnung IIIf und die Nummern 201–202.
Die StEG musterte die Loks aber bereits 1873–1874 aus.